# Klaasohm

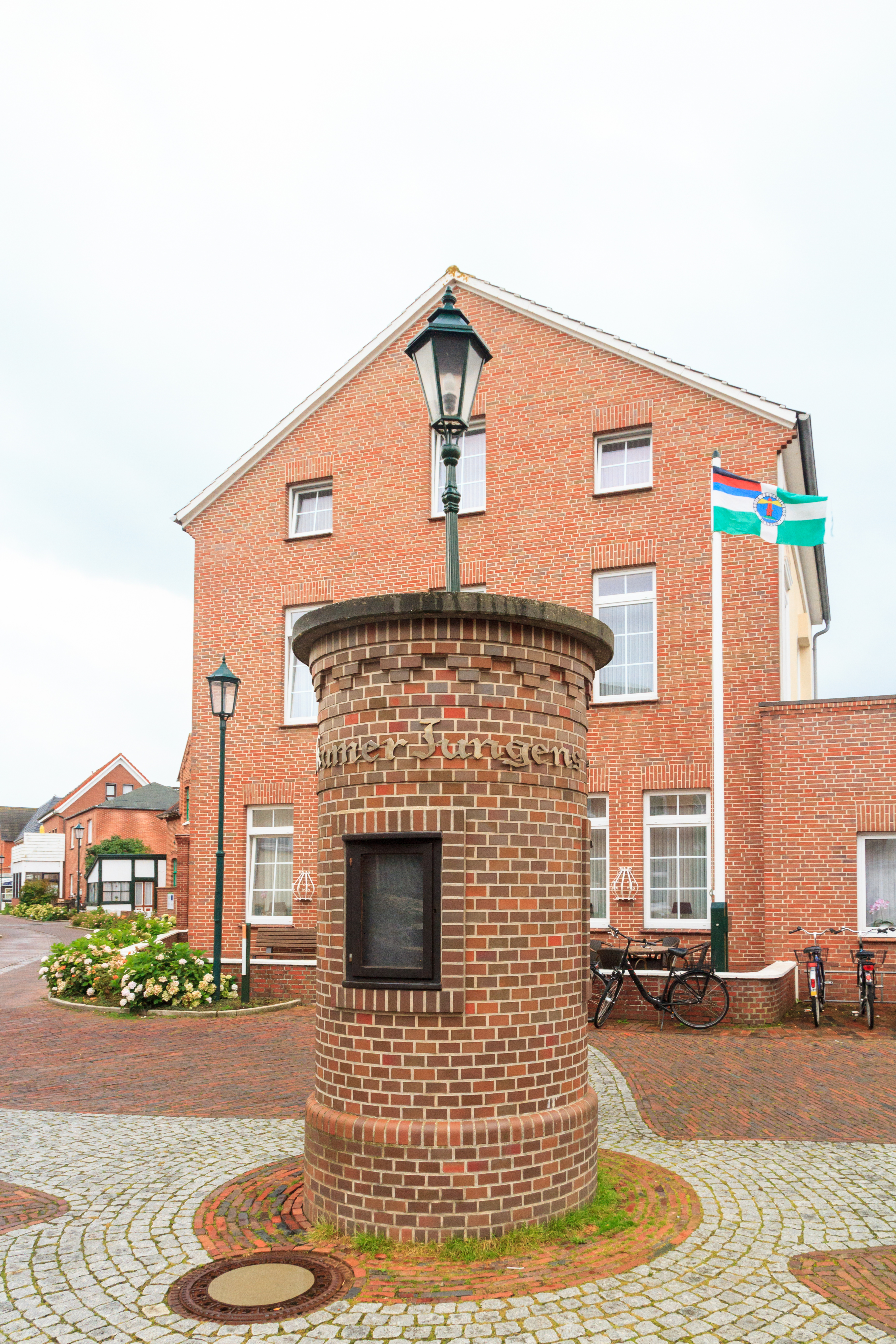
Die Säule des Vereins Borkumer Jungens, von der die Klaasohms am 5. Dezember springen

Klaasohm ist ein Brauch auf der Nordseeinsel Borkum. Das Fest soll dem Zusammenhalt der Inselbewohner und ihrer Identitätsstiftung dienen, es wird in der Nacht vom 5. auf den 6. Dezember gefeiert. Ausgerichtet wird es von dem 1830 gegründeten Verein Borkumer Jungens.
Bis 2023 bestand ein Teil des Brauchs darin, einheimische junge Frauen zu jagen und festzuhalten. Anschließend erschienen als „Klaasohms“ verkleidete Männer und schlugen ihnen mit Kuhhörnern auf das Gesäß. Da dabei Gewalt gegen Frauen ausgeübt wurde, stand dieses Ritual in der Kritik. Als Konsequenz kündigte der Verein 2024 an, darauf zu verzichten.
Varianten des Klaasohm finden sich unter anderen Namen auf den Westfriesischen Inseln.

## Ursprung und Geschichte
Der Name „Klaasohm“ bedeutet Ohm (Onkel) Klaas (Klaus). Der Namensbestandteil Ohm war auf der Insel ein Zeichen der Ehrerbietung und wurde den Vornamen älterer, angesehener Personen angehängt. So nannte man den Dorfgeistlichen „Pastor-Ohm“. Nikolaus war in Ostfriesland über lange Zeit das bedeutendste christliche Fest im Dezember. Erst nach der Reformation verlor es diesen Stellenwert zugunsten des Weihnachtsfestes. Auf den sechs Inseln von Texel bis Borkum jedoch behielt Nikolaus seine herausragende Bedeutung. Dort wurde es ursprünglich nahezu identisch begangen, entwickelte sich dann aber aufgrund der Isolation auf den einzelnen Inseln unterschiedlich.
Im Klaasohmfest mischen sich Elemente des Nikolausbrauchtums, wie es auch vom Festland her bekannt ist, möglicherweise mit Versatzstücken wesentlich älterer Tradition und Einflüssen, die von außerhalb mitgebracht wurden. Anhaltspunkte deuten auf den germanischen Totengott Wodan hin, den Anführer der Wilden Jagd.
Das Nikolausfest ist das einzige Heiligenfest, das sich im reformierten Teil Ostfrieslands gehalten hat und dort sogar zu besonderer Blüte gelangte. Dazu beigetragen haben mag die Verbindung zum Wodansfest und dass der Heilige Nikolaus von Myra unter anderem als Schutzpatron der Seeleute und als Nothelfer gegen Wassersnot (Überschwemmung) verehrt wurde.
In der Zeit, als von Borkum aus noch Walfang betrieben wurde, waren die Männer meist monatelang auf hoher See unterwegs. Die Walfänger kehrten zwar spätestens Anfang Dezember, meist aber doch wesentlich früher für die Winterpause heim, so dass also die Feier der Rückkehr von den langen Strapazen auf hoher See allenfalls ein Nebenaspekt gewesen sein dürfte.
Manche Quellen behaupten, der Ritus sei aus der „Rückeroberung“ der Insel von den Frauen hervorgegangen, die während der langen Abwesenheit der Walfänger die „Macht“ in den Familien übernahmen. Sie hätten sich nun wieder den heimgekehrten Männern unterzuordnen, was diese mit einem Hieb auf das Gesäß der Frauen nachdrücklich demonstrierten. Diese „Walfänger-Theorie“ wird von einer Borkumer Kulturwissenschaftlerin als nicht glaubhaft eingeschätzt. Sie begründet das mit der Tatsache, dass Walfänger Monate vor dem auf den 5. Dezember terminierten Fest vom Walfang zurückkehren und sich nicht erklären ließe, warum sie, wenn sie denn ihre Rückkehr feiern wollten, damit so lange warten sollten.
Eine der ältesten Beschreibungen des Brauchs findet sich in dem 1897 erschienenen Buch des Hauptlehrers B. Huismann: Die Nordseeinsel Borkum einst und jetzt. Danach war zu der Zeit der Brauch noch näher an Knecht Ruprecht bzw. Zwarte Piet angelehnt. So wurden Kinder nach ihrem Benehmen befragt, mussten etwas aufsagen und wurden dann belohnt. Die Gewalt gegen Frauen wird nicht erwähnt. Lediglich die Gestalt Frau Klaasohm (heute Wiefke) habe danach mitunter „etwa eine neugierige Dienstmagd oder einen arglosen Gast mit Mehl weiß gepudert“. Im Jahr 1997 kommt eine Borkumer Kulturwissenschaftlerin dagegen zum Schluss, dass die Nikolausfeierlichkeiten auf den Inseln ein reines Männerfest waren, das strenge Regeln für Frauen mit sich brachte. Sie durften an diesem Abend die Straßen nicht betreten, andernfalls wurden sie mit Schlägen bestraft. Während diese Regelung auf den meisten Inseln im Laufe der Zeit entweder abgeschafft oder deutlich gelockert wurde, habe man sie auf Borkum sogar noch verschärft.
Dafür geriet das Fest nach einem Fernsehbeitrag im November 2024 in heftige Kritik, in deren Folge der ausrichtende Verein Borkumer Jungens ankündigte, den „Brauch des Schlagens“ abzuschaffen (siehe Abschnitt Rezeption und Kritik). Das folgende Klaasohm-Fest verlief nach Angaben der Polizei ohne Zwischenfälle. Den weiteren Angaben zufolge feierten etwa 600 Menschen ausgelassen und friedlich auf den Straßen der Insel.
Bisher ist Klaasohm lediglich während des Zweiten Weltkrieges sowie während der Corona-Pandemie 2020 und 2021 nicht gefeiert worden.

## Verkleidung
Die Klaasohms tragen einen weißen Kittel mit roten Streifen sowie den Skebellenskopp (auch: Scherbellenskopp. Ostfriesisches Niederdeutsch: fratzenhafte Maske (zur Verkleidung)), einen bis zu einem Meter hohen, tonnenförmigen Helm, der mit Schafspelz bezogen und mit Federn und Möwenflügeln beklebt ist. Neben kleinen Augenöffnungen besitzen die Helme auch eine Trinköffnung.
Das Wiefke (Ostfriesisches Niederdeutsch: Weibchen) trägt eine Maske aus Seehundsfell sowie eine weiße Leinenhaube. Sie ist mit einem Rock und einer weißen Schürze bekleidet und soll eine Frau darstellen. In der Schürze gibt es zwei mit Moppe gefüllte Taschen. Klaasohms und Wiefke sind zudem mit Kuhhörnern ausgerüstet.

## Ablauf

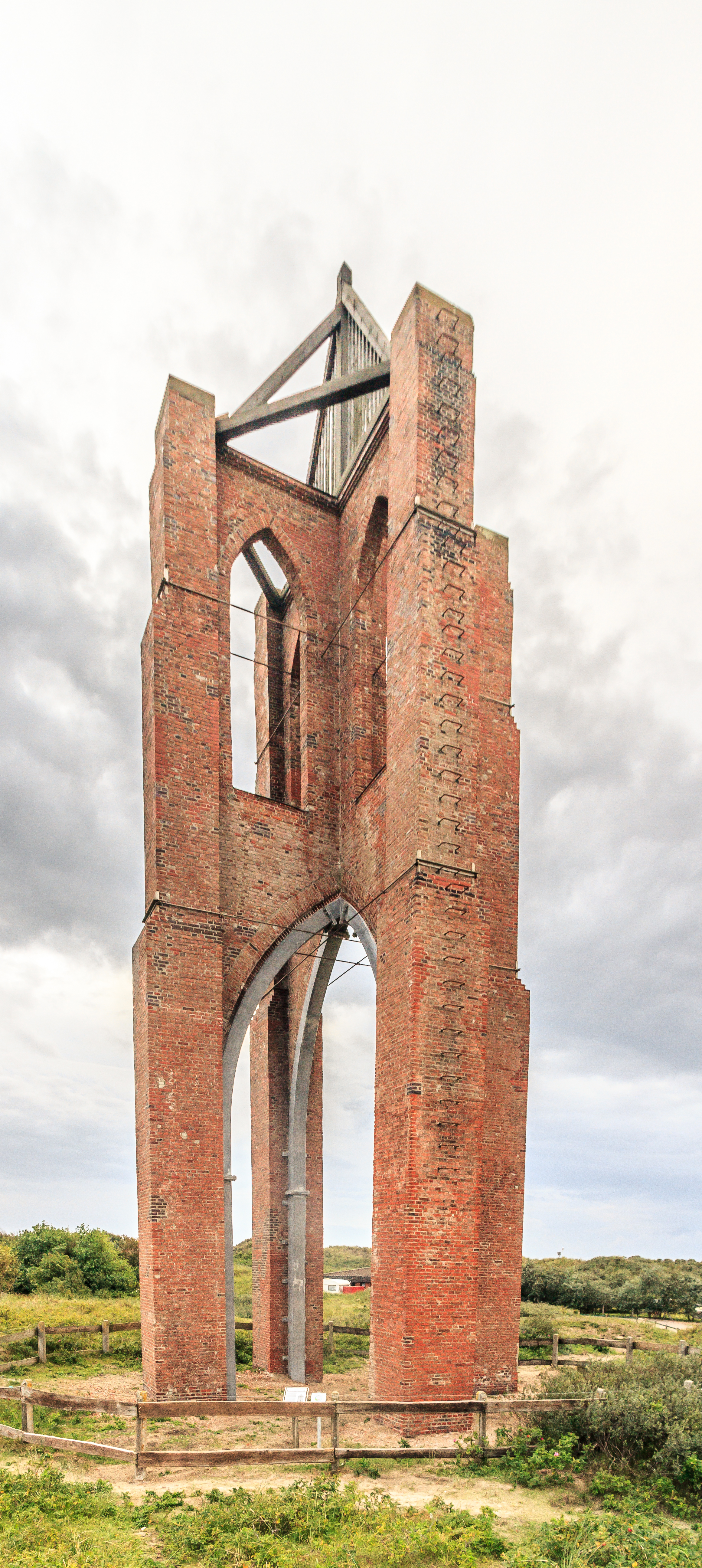
Das 1872 erbaute Große Kaap

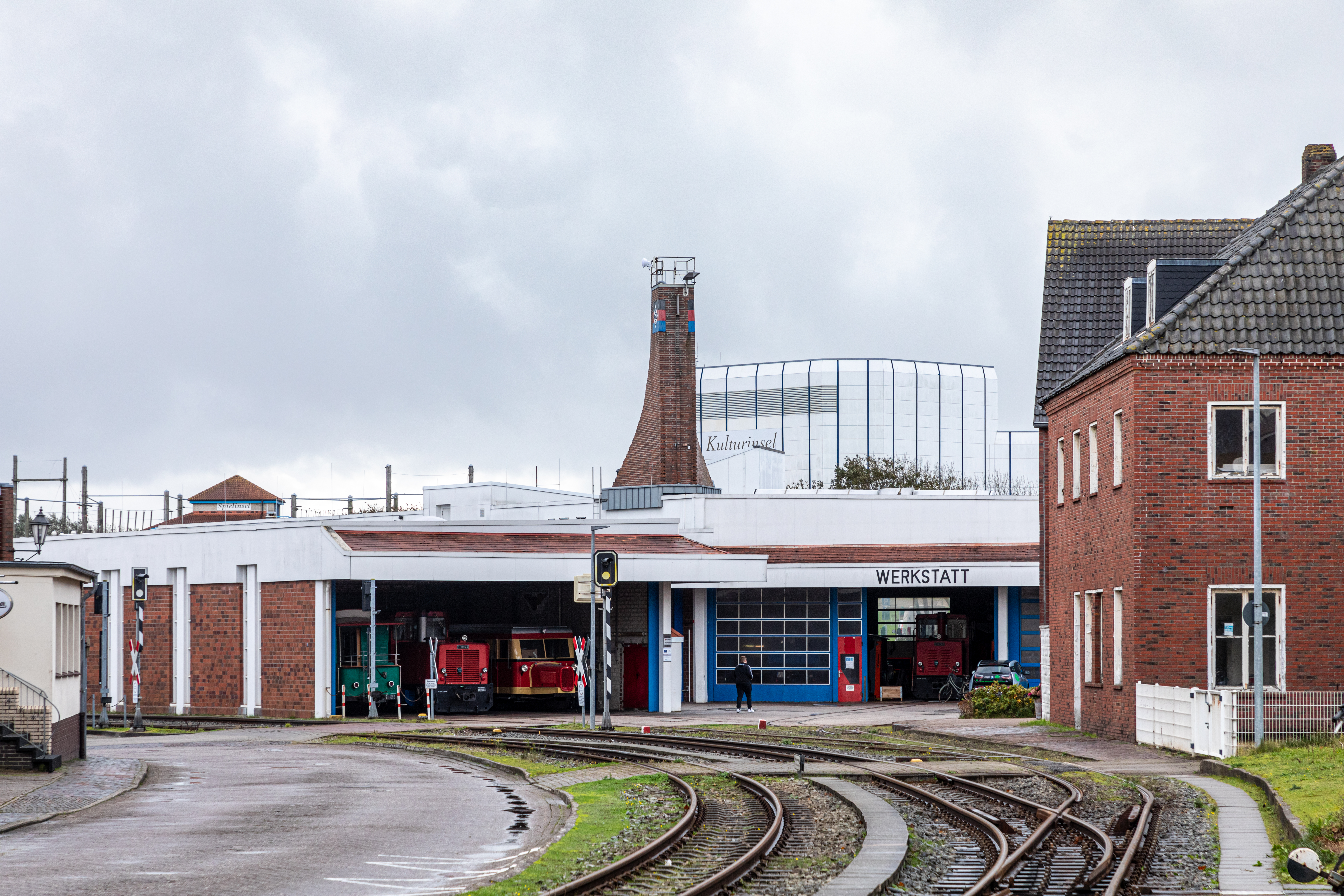
Betriebshof der Borkumer Kleinbahn

Der Legende nach liegt der Klaasohm das ganze Jahr über unter dem Großen Kaap vergraben, von wo aus er am Abend des 5. Dezember aufbricht.
Beim nächtlichen Geschehen gehen sechs als „Klaasohm“ verkleidete junge ledige Männer vom Verein Borkumer Jungens – jeweils zwei kleine, so genannte Lütje Klaasohm (Jungs zwischen 14 und 15 Jahren), mittlere, die Middelsten Klaasohm (Jungs zwischen 16 und 17 Jahren) und große als Groote Klaasohm (älter als 18 Jahre) sowie ein weiterer in der Rolle des Wiefke, der den großen Klaasohm begleitet – auf der Insel um. Welche jungen Männer als Klaasohms umgehen, wird selbst ihnen erst im letzten Augenblick mitgeteilt und streng geheim gehalten.
Nachdem die Klaasohms der drei Gruppen an verschiedenen Orten eingekleidet wurden, ziehen sie unter großem Lärmen mit ihren Begleitern zur großen Betriebshalle der Borkumer Kleinbahn, in der eine Bühne aufgebaut ist, auf der unter Ausschluss von Frauen und Fremden (Zutritt haben nur auf Borkum geborene Männer und Fotografieren oder Filmen ist dabei verboten) in ritualisierten Kämpfen (einer Art Ringkampf) entschieden wird, wer für dieses Jahr die Führung übernimmt – die festgelegte Rollenverteilung wird dabei nicht verändert. Zunächst kämpft der „Kleine Klaasohm“ gegen den „Middel“ und dann gegen den Großen, dann der Middel gegen den Großen. Dazu singt der Männerchor. Dabei ist festgelegt, dass „der große den mittleren und den kleinen, sowie der mittlere den kleinen Klaasohm besiegen muß.“ Gelingt dies nicht, wird der Verlierer ausgewechselt und darf nicht länger Klaasohm sein.
Anschließend beginnt der Zug über die Insel. Dabei kehren die Klaasohms je nach Altersklasse über verschiedene Routen in Restaurants, Kneipen und Wohnhäuser sowie in das Altenheim und das Krankenhaus ein. Dabei dürfen sich die Klaasohm-Gruppen nicht begegnen.
Da der Klaasohm selbst wenig sieht, hat er jeweils einen Führer, der ihm den richtigen Weg weist, und mehrere Fänger, die sogenannten Biloper (hochdeutsch Mitläufer), die ihm helfen, die jungen Frauen einzufangen. Diese Fänger halten die Frauen dann fest, bis als Klaasohms verkleidete Männer kommen und ihnen unter dem Beifall der Zuschauer mit Kuhhörnern auf das Gesäß schlagen. Kinder und Mütter sind hiervon üblicherweise ausgenommen. Vereinzelt wurden Frauen, die sich gegen diese Praxis wehrten, auch „aufgespannt“, d. h. von mehreren Männern an Armen und Beinen in die Luft gehoben um sie so für die Schläge zu immobilisieren. Das „aufspannen“ von Frauen wurde Anfang der 2020er-Jahre vom Veranstalter untersagt. Betroffene Frauen, die von einem Klaasohm geschlagen wurden, berichten von erheblichen Schmerzen und großflächigen Hämatomen. Bis in die 1990er-Jahre seien Kuhhörner zudem mit Sand gefüllt gewesen. Viele Frauen ließen es sich trotzdem nicht nehmen, am Klaasohm-Abend das Haus zu verlassen. Die Frauen erhalten „Moppe“, eine Art hartes Honigkuchengebäck. Neben den Klaasohms geht an Klaasohm auch das Wiefke um, ein als Frau verkleideter junger Mann, der sich besonders wild gebärdet.
Der Umzug der Klaasohms endet traditionell in der Ortsmitte, auf einem seiner Form nach „D“ genannten Platz in der Westerstraße. Auf diesem Platz befindet sich die aus Ziegelsteinen errichtete Säule der „Borkumer Jungens“, von der zum Abschluss des Festes alle Klaasohms sowie zuletzt das Wiefke in die unten versammelte Menschenmenge springen, von der sie aufgefangen werden. Vor ihrem Sprung in die Menschenmenge werden die einzelnen Klaasohms und meist in besonderem Maße das Wiefke vom Publikum bejubelt. Mit dem Sprung in die Menge wird „Klaasohms Spuk“ beendet, danach dauere es „nur wenige Augenblicke“, bis der Platz „menschenleer“ ist. Die Klaasohms kehren zum Vereinslokal zurück, wo sie ihre Kostüme ablegen.
In den Wochen vor dem Klaasohm findet der Kinder-Klaasohm statt.

## Varianten des Brauches in den Niederlanden
Auf den bewohnten Inseln im niederländischen Wattenmeer werden ebenfalls rund um den 5. Dezember traditionelle Feste gefeiert, die Ähnlichkeiten mit Klaasohm aufweisen: Klozum auf Schiermonnikoog, Sunneklaas auf Ameland, Sunderum auf Terschelling und Opkleden auf Vlieland. Auf Texel findet – erst am 12. Dezember – Ouwe Sunderklaas statt. Auf den Inseln gilt das Fest als Feier von den Insulanern und für die Insulaner, für die sogar viele ehemalige Inselbewohner einmal im Jahr an ihren Heimatort zurückkehren. Auswärtige oder Touristen sind meist unerwünscht. Laut dem niederländischen Volkskundler Bert van Zantwijk sind die Feierlichkeiten auf Borkum und auf der niederländischen Watteninsel Ameland den Ursprüngen am nächsten geblieben. Ursprünglich war Klaasohm auf den Inseln ein reines Männerfest. Frauen durften sich an diesem Abend nicht auf der Straße sehen lassen. Wer dennoch das Haus verließ, riskierte, mit Schlägen bestraft zu werden.

## Rezeption und Kritik
In den vergangenen Jahren berichteten Medien mehrfach über den Klaasohm und den Brauch, Frauen mit Kuhhörnern auf das Gesäß zu schlagen. In der Literatur und auf diversen Webseiten ist das Fest mit seinem Ablauf beschrieben. Auch gab es verschiedene filmische Dokumentationen, in denen Frauen von schmerzhaften Begegnungen mit den Klaasohms berichteten. Während diese von der Öffentlichkeit kaum wahrgenommen wurden, löste die Berichterstattung von STRG_F und Panorama im November 2024 eine heftige Diskussion aus, in deren Folge die Veranstalter ankündigten, den gewalttätigen Teil des Festes, insbesondere das Schlagen mit Kuhhörnern, vollständig abzuschaffen und den Fokus auf den Zusammenhalt der Insulaner zu legen.
Zu den der Reportage von 2024 vorausgehenden Berichterstattern über den Klaasohm-Brauch gehört der gebürtige Ostfriese und mehrfach mit Journalistenpreisen ausgezeichnete Autor Jan Rübel. Rübel wies 2013 unter dem Titel Hei kummt Klaasohm! in seinem von Edgar Herbst bebilderten Artikel in der Zeitschrift Mare darauf hin, dass Gewalt gegen Frauen „bis weit ins 19. Jahrhundert zu vielen Festen in Deutschland“ wie der alemannischen Fastnacht oder dem Nürnberger Schembartlauf gehörte: „Jungmännerbünde beanspruchten immer und überall das Maskenrecht, und wo verkleidete Männer mit Peitschen feierten, ging es stets gegen die Frauen“. Die Volkskunde berichte „über diese Vergangenheit kaum“, Gewalt bleibe der „blinde Fleck ihrer Forschung“.
Ebenfalls 2013 veröffentlichte Rübel eine gekürzte Fassung seines Mare-Artikels über Klaasohm im Nachrichtenmagazin Der Spiegel. Unter dem Titel Nikolaus, der Frauenjäger berichtete er, dass der Nikolaus auf Borkum „kein gütiger Alter“ sei, doch das „archaische Ritual“ des Klaasohm schweiße „die Insulanergemeinschaft für eine wilde Nacht eng zusammen“. Wer Klaasohm werden wolle, müsse „männlich, ledig, sportlich“ sein. „Nahezu jeder geborene Borkumer“ männlichen Geschlechts werde Mitglied im Verein, wenn er 16 Jahre alt wird und bleibe es „bis zur Heirat“. Bei Klaasohm gehe es „auch um Sex“. Der Verein Borkumer Jungens sei „eine Art Inselloge“ und die „Jungmänner“ würden zu Klaasohm demonstrieren, „dass die Mädchen der Insel nur mit Jungs der Insel gehen sollen“. Schriftquellen über das Fest gebe es kaum, es solle „auch nichts überliefert werden“, und kämen Reporter vom Festland, gehe „auch schon mal eine Kamera kaputt“.
In einem Beitrag von STRG_F und Panorama wurden im November 2024 die Vorgänge des Klaasohm auf Borkum 2023 beleuchtet. Die Reporter filmten, wie Frauen festgehalten und von verkleideten Männern geschlagen wurden. Daraufhin wurden die Reporter bedroht und verjagt. Anonyme Zeugen berichteten in diesem Zusammenhang von einem „Klima der Angst“ auf der Insel. Weder Polizei noch Bürgermeister oder die Gleichstellungsbeauftragte auf Borkum wollten sich gegenüber der Presse äußern. Hendrik Zörner vom Deutschen Journalisten-Verband sprach von einem Schweigekartell und bezeichnete die Behinderung der Pressearbeit als „möglicherweise rechtswidrig“. Der Versuch einer Dokumentation im Jahr 1987 musste aufgrund der aggressiven Reaktionen der Einheimischen abgebrochen werden, wie der damalige Reporter dem Panorama-Team 2024 berichtete.
Die Frankfurter Allgemeine Zeitung griff das Thema am 3. Dezember auf und ließ eine Borkumerin anonym über ihre Erfahrungen mit dem Fest berichten. Ihrer Meinung nach würden viele Frauen das Schlagen „als normal“ empfinden, da sie „nie schlimme Erfahrungen gemacht“ hätten; andere hätten „Schlimmes erlebt“. Die Behauptung, „das Schlagen sei nur ‚minimaler Bestandteil‘“ des Brauchs gewesen, hielt sie für eine Lüge.
Ein Teil der Insulaner, darunter der Verein Borkumer Jungens, Bürgermeister, Polizei, Lokalzeitung und Gleichstellungsbeauftragte, lehnt die Presseberichterstattung ab und bemüht sich, die Veranstaltung vor öffentlicher Kritik zu schützen. In der Vergangenheit gab es Aufrufe, unter anderem in der Borkumer Zeitung, den „Bekanntheitsgrad der Tradition gering zu halten“, „damit Klaasohm den Borkumern als höchster Feiertag und identitätsstiftendes Fest auch erhalten bleibt“. Teilnehmer der Veranstaltung behinderten Journalisten unter Androhung von Gewalt mehrfach, den Brauch zu dokumentieren. Der Verein Borkumer Jungens räumte im Nachhinein ein, dass das Ablehnen von Presseanfragen zu einem verzerrten Bild des Festes beigetragen habe und kündigte an, künftig transparenter zu handeln.
Die Polizei meldete 2024, es seien in den zurückliegenden fünf Jahren keine Anzeigen von Frauen im Zusammenhang mit den Klaasohm-Feierlichkeiten eingegangen. Dabei wurden jedoch keine Angaben zur vermuteten Dunkelziffer gemacht. Später revidierte die Polizeidirektion Osnabrück diese Aussage; nach dem Klaasohm 2023 seien tatsächlich vier Anzeigen wegen des Verdachts der gefährlichen Körperverletzung eingegangen. Die Staatsanwaltschaft Aurich ermittelte in einem „Verfahren gegen unbekannte Täterschaft“ im Zusammenhang mit dem Verein Borkumer Jungens wegen des Verdachts der gefährlichen Körperverletzung. Anfang Februar 2025 gab die Staatsanwaltschaft bekannt, dass alle Verfahren wegen gefährlicher Körperverletzung gegen Unbekannt und Strafvereitelung im Amt eingestellt wurden. Hintergrund war, dass es keine Anzeigen von Geschädigten selber gab, sondern diese ausschließlich von Dritten aufgrund der Berichterstattung in den Medien erfolgten.
Nach Einschätzung der Ethnologin Heidrun Alzheimer könnte der Klaasohm aufgrund des Schlagens kein Teil des Immateriellen Kulturerbes nach den Vorgaben der UNESCO sein, da „erhaltenswerte Bräuche und Traditionen offen, inklusiv und partizipativ gepflegt werden [sollten]“.

## Reaktionen auf die Berichterstattung 2024
Nachdem der das Fest organisierende Verein Borkumer Jungens und Bürgermeister Jürgen Akkermann nicht bereit gewesen waren, mit den Reportern während ihrer Recherche zu sprechen, wurde auf die Berichterstattung vom 26. November 2024 öffentlich reagiert, wie der NDR am 29. November 2024 berichtete. Der Verein habe „ein Statement“ veröffentlicht und darin seine Entscheidung mitgeteilt, „den Brauch des Schlagens vollständig abzuschaffen“. Man lehne Gewalt ab, distanziere und entschuldige sich „für die historisch gewachsenen Handlungen der vergangenen Jahre, insbesondere für die Gewaltausübung der jüngeren Vergangenheit“.
Miguel Sanches, Chefkorrespondent der Berliner Morgenpost, erinnerte daran, dass in der Reportage mit Thomas Hauschild ein Ethnologe zu dem Brauch befragt wurde. Die „Identität der Borkumer müsse eingeübt werden“, doch warum dafür Frauen verprügelt werden müssten, wusste er laut Sanches „auch nicht so recht“.
Ebenfalls am 29. November gab die Stadt Borkum eine offizielle Erklärung heraus, die der Verein als Verfasser wortgleich auf einer Webplattform veröffentlichte, in der man sich gegen die Berichterstattung verwahrte. Man sehe sich nach einem Shitstorm in den sozialen Medien mit „Urlaubsabsagen konfrontiert“. Überdies würden „Insulanerinnen und Insulaner […] ohne tiefergehende Kenntnisse persönlich angefeindet“. Es sei „von größter Bedeutung, dass Klaasohm nicht zu einem öffentlichen Festival für Außenstehende“ werde – „weder für Kritiker noch für Befürworter“. Die Reportage habe „ein verzerrtes Bild des Festes“ gezeichnet und enthalte „zahlreiche journalistische Ungenauigkeiten“. Allerdings verstehe man laut Bürgermeister Akkermann, dass „nicht jeder Außenstehende diese Tradition nachvollziehen“ könne. Der Vereinsvorstand sehe seine „Zurückhaltung“ inzwischen kritisch, man hätte „von vornherein unterstützend mitwirken können“. Als Bürgermeister habe Akkermann Vorwürfe erhoben, „die Berichterstattung sei tendenziös und unseriös gewesen“, positive Stimmen „seien nicht zu Wort gekommen“.
Während das Video auf YouTube am 30. November 2024 – dem Tag des Uploads – mehr als 400.000 Aufrufe und „hohe Reichweiten in den sozialen Netzwerken“ erzielt hatte (vier Tage später war die Abrufzahl auf eine Million gestiegen), informierte ein Polizeisprecher, die „Veranstaltung werde mit zahlreichen Einsatzkräften begleitet“; man „fahre eine Null-Toleranz-Linie“ und ermutigte betroffene Frauen, keine Angst zu haben und „Strafanzeige zu stellen“.
Am 1. Dezember 2024 versammelten sich etwa 200 Borkumerinnen zu einer Demonstration, in der sie sich unter lautstarkem Blasen unter anderem in Kuhhörner für den Erhalt des Festes aussprachen. Am 2. Dezember berichtete das Fernsehmagazin Brisant, unter anderen kamen der Bürgermeister Jürgen Akkermann und der Vereinsvorsitzende zu Wort. Akkermann wies darauf hin, dass es in den vergangenen Jahren klare Statements der Vereinsführung gegeben habe, dass so etwas (die Gewalt) nicht mehr gewünscht ist. Dies sei gerade nach der Corona-Pause immer wieder gesagt und auch schriftlich mitgeteilt worden. Der Vorsitzende des Vereins Borkumer Jungens erklärte, das, was passiert sei, sei leider passiert. Die Gewalt gegen Frauen sei nie ein großer Teil des Brauchtums gewesen und werde auf jeden Fall nie wieder ein Teil werden. Der Verein habe die Tradition intern schon seit geraumer Zeit weiterentwickelt, dies aber nicht nach außen kommuniziert. Auch die Verschwiegenheit gegenüber der Presse solle beendet werden.
In einem Beitrag von Hallo Niedersachsen kündigte der Bürgermeister an, es werde für das Klaasohm-Fest 2024 an einem Schutzkonzept gearbeitet, das möglicherweise Safe Rooms und eine Notfalltelefonnummer für Menschen, die sich bedroht fühlen, beinhaltet. Zudem sollen Frauen als Ordnerinnen eingesetzt werden. Wegen der zahlreichen Anfragen stellte die Stadt Borkum auf ihrer Website Informationsmaterial zur Verfügung. Bürgermeister Akkermann lud zum 2. Dezember 2024 zu einer Informationsveranstaltung im Feuerwehrhaus ein, zu der neben den Einheimischen auch Gäste willkommen waren.
Am 11. Dezember 2024 veröffentlichte die Aktionskunstgruppe Peng! erstmalig Aufnahmen der Klaasohm-Kämpfe in der Kleinbahnhalle.
Der NDR veröffentlichte am 1. April 2025 in seinem Medienmagazin ZAPP eine Nachlese unter dem Titel Klaasohm auf Borkum – Was sich nach der Kritik verändert hat.